# Пенная (приток Великой)
Пенная — река в России, протекает по территории Островской и Воронцовской волостей в центральной части Островского района Псковской области. Правый приток Великой. Длина Пенной — 23 км, площадь водосборного бассейна — 114 км².
Река вытекает из болота Пепельниковский Мох на границе Островской и Воронцовской волостей. Русло сильно извилистое, в верхнем течении канализировано. Впадает в Великую на высоте 53 м над уровнем моря в 107 км от устья.

## Данные водного реестра
По данным государственного водного реестра России, Пенная относится к Балтийскому бассейновому округу. Водохозяйственный участок реки — Великая. Относится к речному бассейну реки Нарва (российская часть бассейна).
Код объекта в государственном водном реестре — 01030000112102000028618.